# Novafabricia chilensis
Novafabricia chilensis är en ringmaskart som först beskrevs av Hartmann-Schröder 1962.  Novafabricia chilensis ingår i släktet Novafabricia och familjen Sabellidae. Inga underarter finns listade i Catalogue of Life.